# Белоусовское сельское поселение (Челябинская область)
Белоу́совское се́льское поселе́ние — муниципальное образование в Еткульском районе Челябинской области Российской Федерации. В рамках административно-территориального устройства муниципальное образование  соответствует административно-территориальной единице Белоусовский сельсовет.
Административный центр — село Белоусово.

## История
Статус и границы сельского поселения установлены Законом Челябинской области от 16 ноября 2004 года № 310-ЗО «О статусе и границах Еткульского муниципального района и сельских поселений в его составе».

## Местное самоуправление
На территории Белоусовского сельского поселения осуществляется местное самоуправление в целях решения вопросов местного значения, исходя из интересов населения, с учётом исторических и других местных традиций. С 2013 года и по настоящее время главой администрации сельского поселения является Осинцев Михаил Александрович.
Представительный орган Белоусовского сельского поселения — Совет депутатов, который является постоянно действующим коллегиальным органом поселения, наделённый полномочиями по решению вопросов местного значения предусмотренных Уставом сельского поселения. Совет депутатов состоит из 11 человек.

## Население
| 2002 | 2010 | 2011 | 2012 | 2013 | 2014 | 2015 |
| ---- | ---- | ---- | ---- | ---- | ---- | ---- |
| 1019 | ↘939 | ↘938 | ↘934 | ↗936 | ↘911 | ↘888 |
| 2016 | 2017 | 2018 | 2019 | 2020 | 2021 |      |
| ↘868 | ↘867 | ↘839 | ↘817 | ↘805 | ↗929 |      |

## Состав сельского поселения
| № | Населённый пункт | Тип населённого пункта       | Население |
| - | ---------------- | ---------------------------- | --------- |
| 1 | Белоусово        | село, административный центр | ↗490      |
| 2 | Копытово         | деревня                      | ↘234      |
| 3 | Лесной           | посёлок                      | ↘215      |